# Мерримак (Висконсин)
Мерримак — деревня в округе Сок, штат Висконсин, Соединенные Штаты, к северо-западу от Мэдисона. Население согласно переписи 2010 года составляет 420 человек. Село расположено в городе Мерримак.
В Мерримаке находится бесплатная паромная переправа через реку Висконсин; паром управляется государством.

## История
Почтовое отделение под названием Мерримак было создано в 1855 году. Посёлок был назван в честь реки Мерримак, что в Новой Англии.

## География
Мерримак находится в США; координаты 43°22′26″ с. ш. 89°37′43″ з. д. (43.37391, -89.628857)..
По данным Бюро переписи населения США, посёлок имеет общую площадь 1,51 квадратной мили (3,91 км2), из которых: 0,85 квадратной мили (2,20 км2) являются землей, и 0,66 квадратной мили (1,71 км2) — водная поверхность.

## Демография

### Перепись населения 2010 года
По состоянию на момент переписи населения в 2010 году проживало 420 человек в составе 185 семей; из них 123 семьи, проживающие в деревне.  Расовый состав деревни был 97.9% белых, 0.2% афроамериканцев, 0.7% от других национальностей, и 1,2% от двух или больше национальностей. Испаноязычные или латиноамериканцы любой расы составляли 3,1% населения.
Насчитывалось 185 дворов, из которых 25.4% имели детей в возрасте до 18 лет, проживающих с ними, 54.1% были супружеские пары, живущие вместе; в 9.7% семей женщины проживали без мужей; 2.7% мужчин, проживающих без жены; и 33,5% не имели семей. 23,8% всех домохозяйств состоят из отдельных лиц и 10,2%, которые были в возрасте 65 лет или старше. Средний размер домохозяйства составил 2,27 и средний размер семьи был 2.65.
Медиана возраста в селе была 48 лет. 19% жителей были моложе 18; 3.6% были между возрастами 18 и 24; 21.9% были от 25 до 44; 36.5% были от 45 до 64; и 19% - в возрасте 65 лет или старше. Гендерный состав села составил 48,3% мужчин и 51,7% женщин.